# Artur Rojas de la Cámara
Artur Rojas de la Cámara   (Paterna, 22 de desembre de 1930 - València, 8 de gener de 2019) va ser un autor de còmics conegut també pel pseudònim de Rojas o Roja$ de la Cámara.
La carrera artística de Rojas de la Cámara comença en 1949, a les pàgines de la revista Jaimito de l'Editorial Valenciana. Tanmateix, prompte abandonaria l'editorial al no seguir les directrius de la direcció, qui volien que imitara l'estil dels autors de la revista de la competència TBO com Benejam o Coll.
En abandonar Editorial Valenciana va treballar per al mercat del Regne Unit mitjançant l'agència barcelonina Bardon Art, i va escriure novel·les de butxaca per a Ediciones Toray. També va ser en aquest moment quan entraria per primera vegada a treballar a l'Editorial Bruguera, on treballaria en dues etapes, a destacar la segona, quan crearia sèries com Don Percebe y Basilio, cobradores a domicilio, i Anibal, per a la revista Zipi y Zape als anys 1970.
Tanmateix, l'aventura de Rojas fora de l'Editorial Valenciana duraria poc, ja que als anys 50 seria contractat de nou per crear en les pàgines de revistes com Pumby o Jaimito la major part del seu treball, publicant ací les pàgines dels seus personatges més recordats com l'Agente 7-7, cero a la Izquierda.
Als anys 70, va incorporar-se definitivament a Bruguera, creant la sèrie Don Percebe y Basilio juntament amb el guionista el guionista Armando Matías Guiu a El DDT nº182, tercera època, editat l'11 de gener de 1971. Dos anys després, Montse Vives s'encarregaria dels guions fins que en 1975 quedara tota la sèrie sota responsabilitat de Rojas. També crearia les sèries Angustio Vidal a Din Dan i Aníbal a la revista Zipi y Zape.
A finals de la dècada dels 2000 l'ajuntament de Paterna va decidir dedicar-li un carrer, i l'any 2003 va ser distingit amb el Premi Notari de l'Humor a la Universitat de'Alacant.

## Obra
| Data | Títol                                         | Guionista   | Publicació         | Editorial   |
| ---- | --------------------------------------------- | ----------- | ------------------ | ----------- |
| 1957 | Cucharito                                     |             | "Jaimito"          | Valenciana  |
| 1957 | D. Poli                                       |             | "Jaimito"          | Valenciana  |
| 1958 | D. Cleo                                       |             | "Jaimito"          | Valenciana  |
| 1959 | Sir Gaslight Gadabout                         |             |                    |             |
| 1959 | Gedeón y el genio Eustaquio                   |             | "Jaimito"          | Valenciana  |
| 1960 | Centaurito                                    |             | "Pumby"            | Valenciana  |
| 1961 | Aladino                                       |             | "Pumby"            | Valenciana  |
| 1961 | Nabucodonosor y Pío, S. L.                    |             | "Jaimito"          | Valenciana  |
| 1967 | 7-7, cero a la izquierda                      |             | "Jaimito"          | Valenciana  |
| 1968 | Hippy Fardón                                  |             | Trinca             |             |
| 1971 | Don Percebe y Basilio, cobradores a domicilio |             | "DDT", "Mortadelo" | Bruguera    |
| 1971 | Aníbal                                        |             | "Zipi y Zape"      | Bruguera    |
| 1973 | Angustio Vidal                                |             | "Din Dan"          | Bruguera    |
| 1988 | Marbelly Kasset, que vive de la jetset        | Víctor Mora | "TBO"              | Ediciones B |